# Гвардия (футбольный клуб, Варшава)
«Гвардия» (пол. Gwardia Warszawa) — польский футбольный клуб из Варшавы. Основан в 1948 году. Был расформирован в 2018 году после того, как занял 12 место в «А Классе», в 7 по уровню лиги Польши. 

## Общая информация
- Дебют в Экстраклассе — 1953
- Самое большое количество игр — Роман Юрчак, 248 (1959—1972)
- Лучший бомбардир — Станислав Хахорек, 86 (1953—1962)

## Достижения
- Серебряный медалист чемпионата Польши 1957 года
- Бронзовый медалист чемпионата Польши 1959, 1973 годов
- Обладатель Кубка Польши 1954 года
- Финалист Кубка Польши 1974 года
- Участник первого розыгрыша Кубка чемпионов 1955/1956

## Галерея

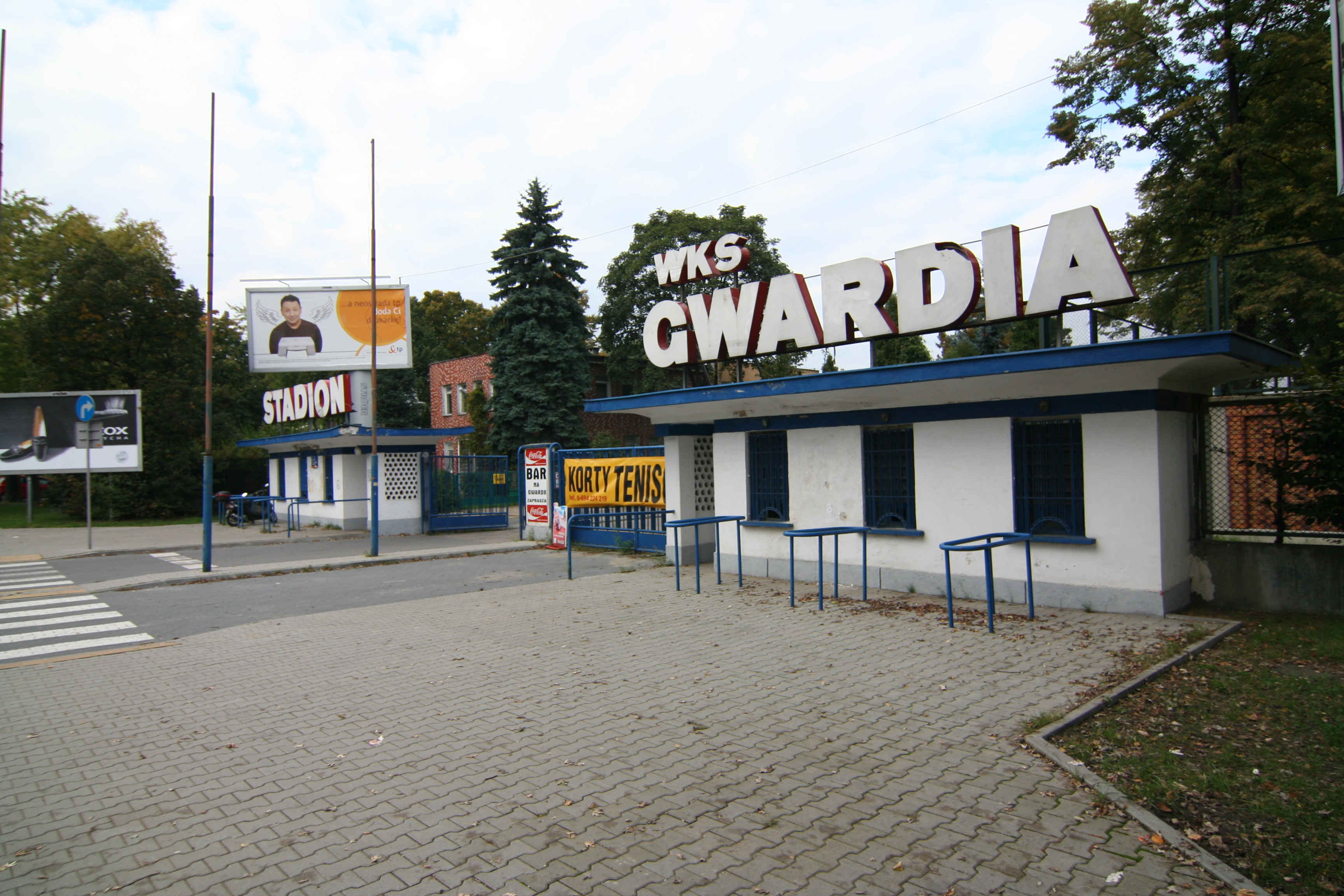
Вход на стадион
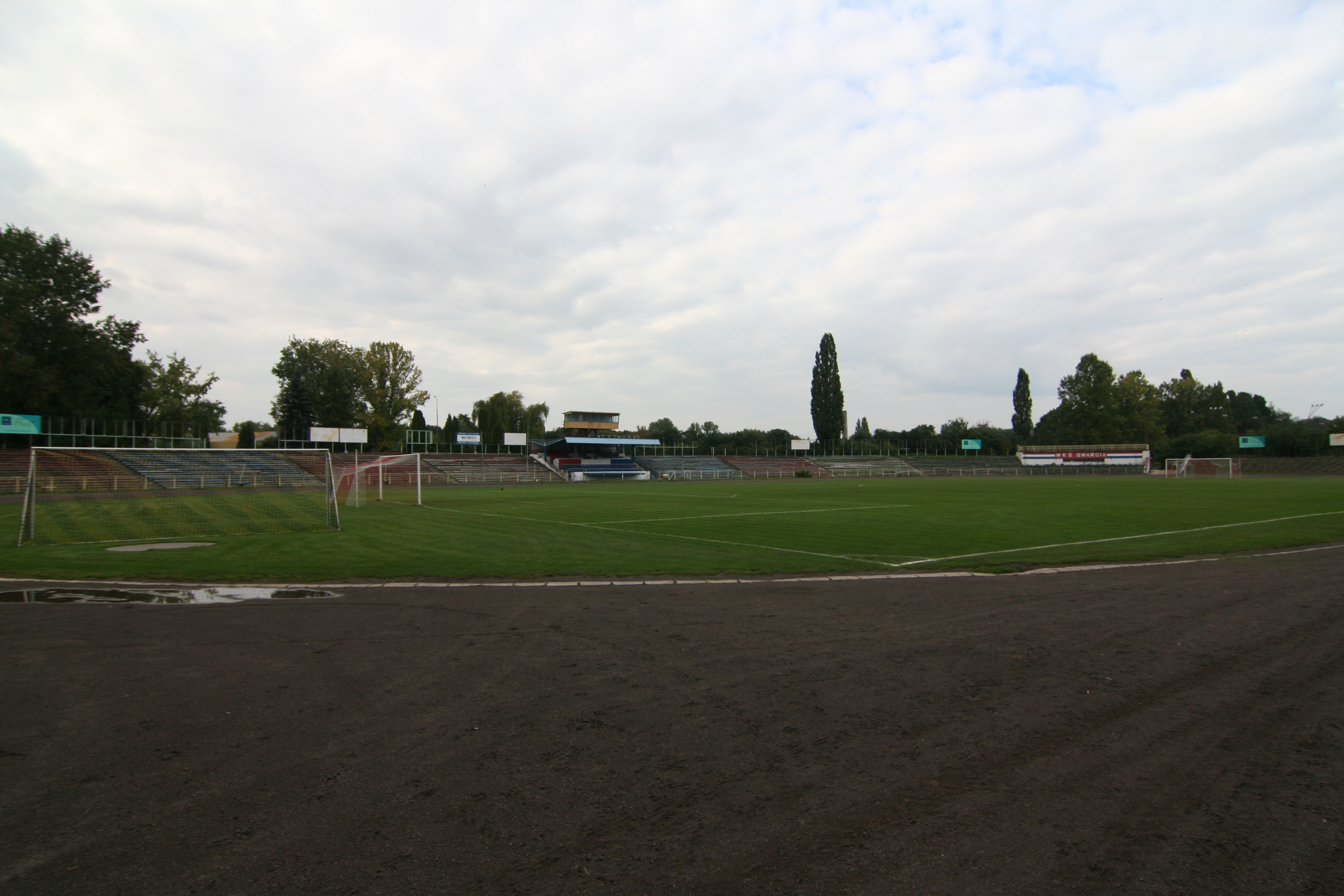
Поле стадиона
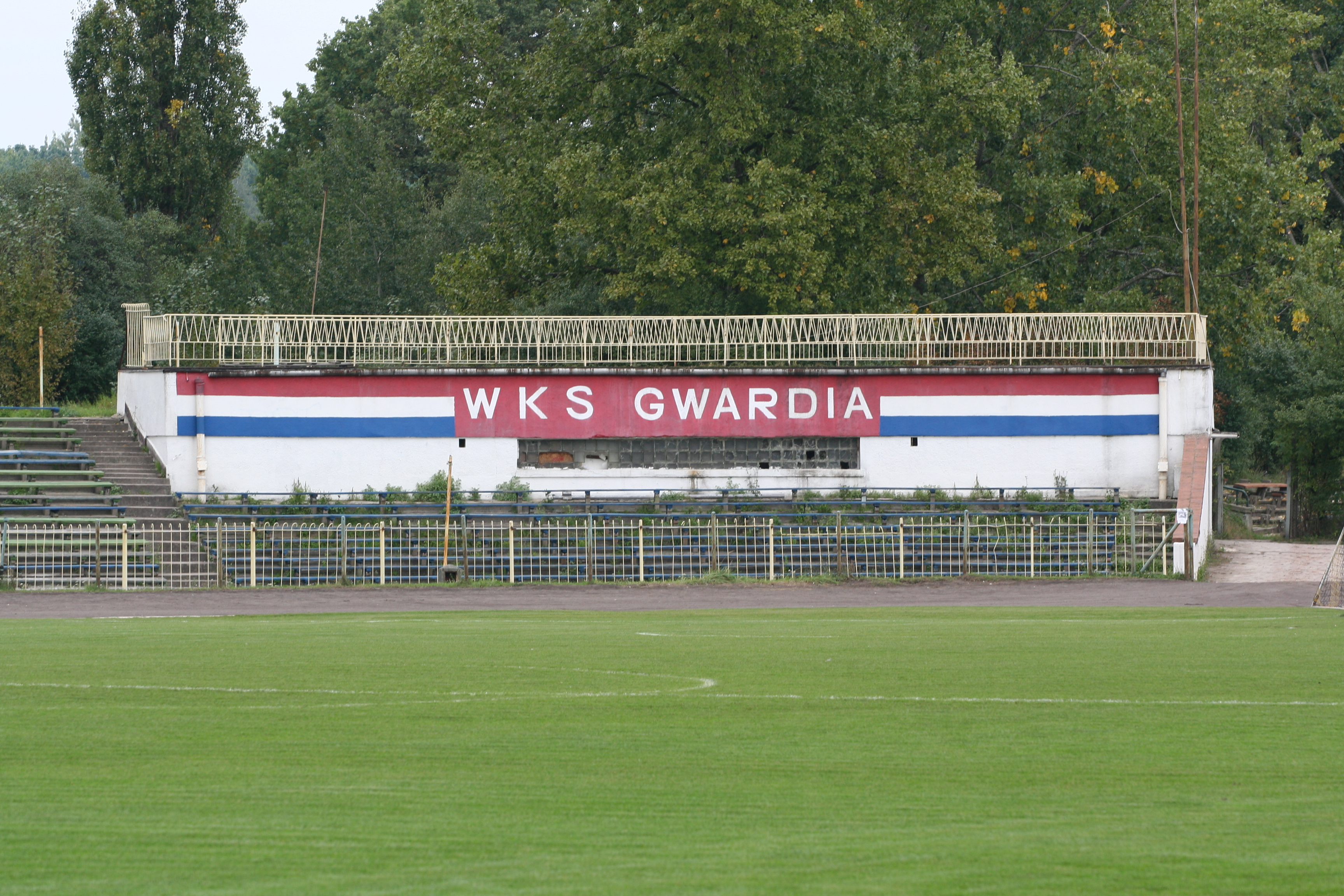
Трибуны стадиона
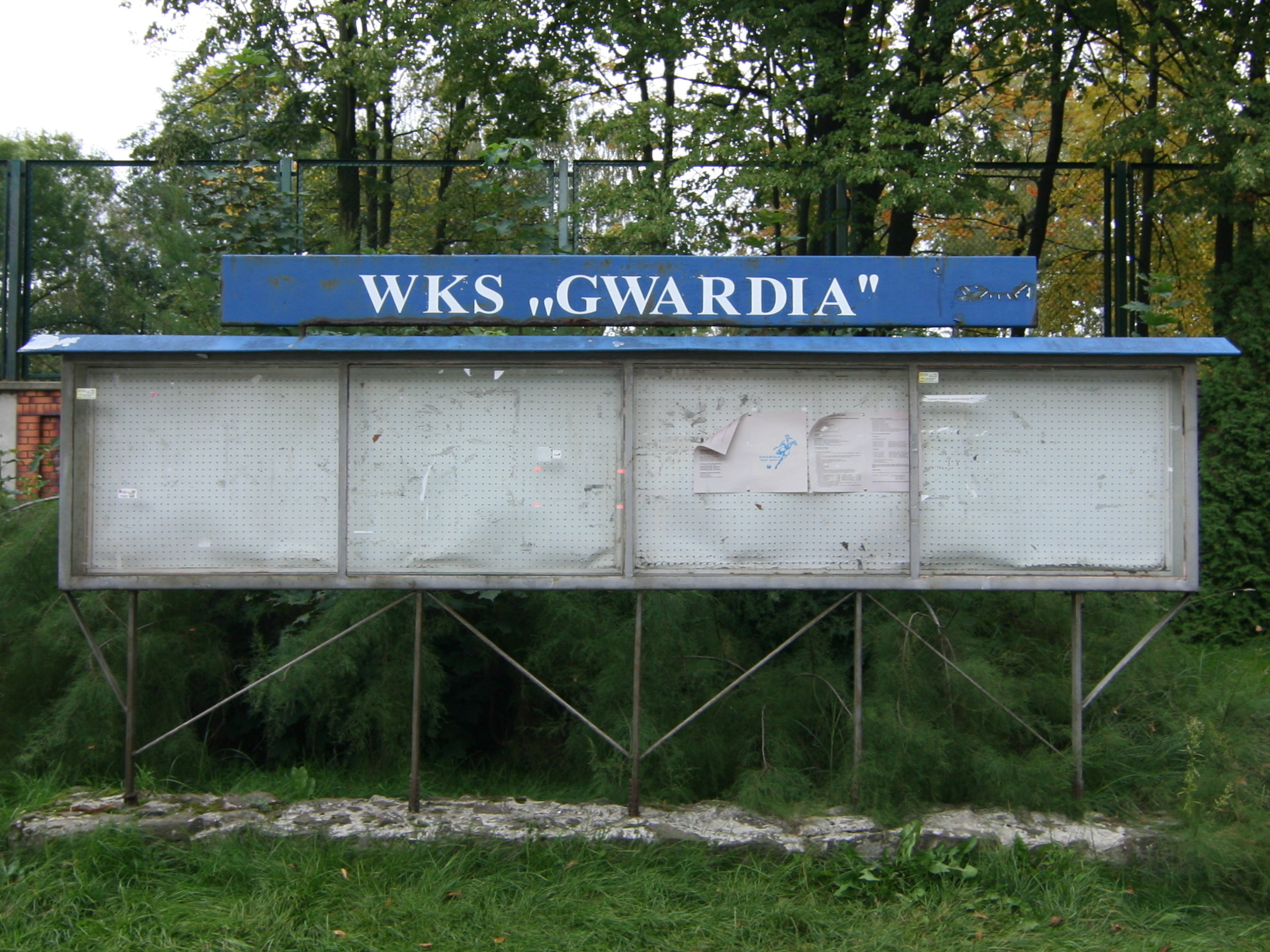
Информационная таблица